# Inversion (Achterbahn)

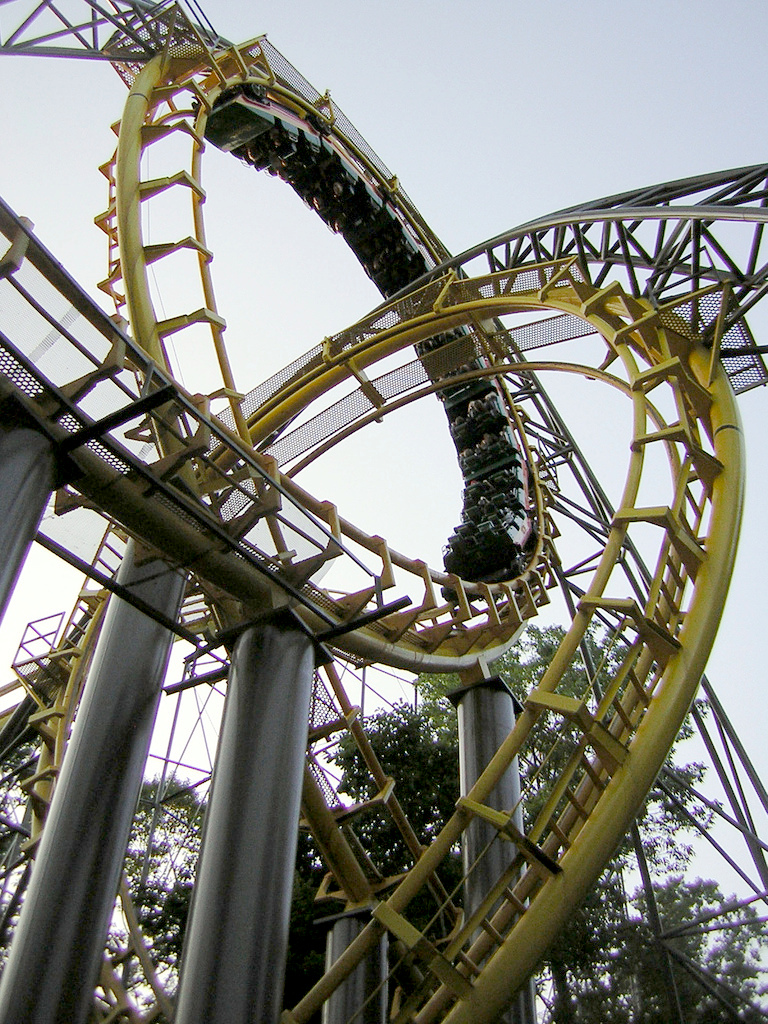
Die berühmten ineinandergreifenden Loopings auf der Achterbahn Loch Ness Monster in Busch Gardens

Eine Inversion ist ein Achterbahnelement, bei dem die Streckenführung die Fahrer auf den Kopf stellt und sie dann in eine aufrechte Position zurückbringt.
Frühe Formen der Inversion, die bis in das Jahr 1848 auf der Centrifugal Railway in Paris zurückreichten, waren Loopings, die von sich aus kreisförmig waren. Sie erzeugten eine enorme G-Kraft, die für die Fahrer oft gefährlich war, was darin resultierte, dass das Element mit den letzten Bahnen, in denen es existierte, während der Weltwirtschaftskrise abgebaut wurde. 1975 entwickelten Designer von Arrow Development in Knott’s Berry Farm den Korkenzieher und belebten das Interesse an der Inversion während des modernen Zeitalters der Stahlachterbahnen wieder. Seitdem haben sich die Elemente von einfachen Korkenziehern und vertikalen Schlaufen zu komplexeren Inversionen wie Immelmann-Schlaufen und Cobra-Roll entwickelt. Mit 14 Inversionen hält The Smiler in Alton Towers den Weltrekord für die Anzahl der Inversionen auf einer Achterbahn.

## Geschichte

### Prototypen (1848–1903)

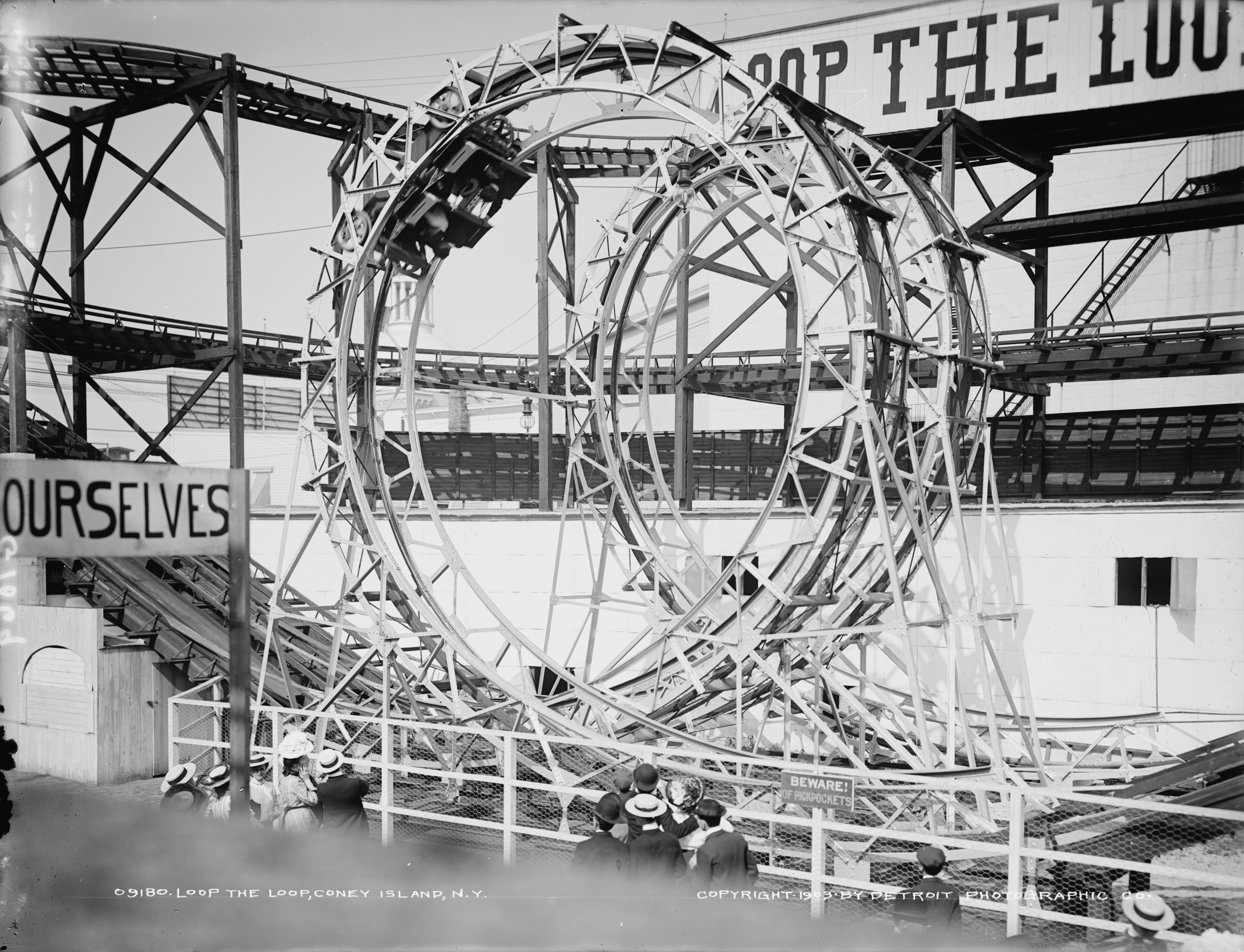
Loop the Loop

Die erste Inversion in der Geschichte der Achterbahn war Teil der 1848 gebauten Centrifugal Railway in Paris. Sie bestand aus einer schrägen Strecke von 13 Metern, die in einen fast kreisförmigen Looping mit einem Durchmesser von 3,9 m führte. In den frühen 1900er Jahren tauchten weltweit viele Fahrgeschäfte mit Loopings auf. Diese frühen Schleifen hatten einen großen Konstruktionsfehler: Die kreisförmige Struktur erzeugte starke g-Kräfte (im Folgenden „g“). Die Flip Flap Railway, die von Lina Beecher entworfen und 1895 auf Coney Island in Brooklyn, USA, gebaut wurde, hatte am Ende eine 25-Fuß-Kreisschleife, die, obwohl sie anfangs beliebt war, den Passagieren Unbehagen im Nacken verursachte, woraufhin die Fahrt bald geschlossen wurde. Loop the Loop, eine weitere Looping-Achterbahn, wurde später auch auf Coney Island gebaut. Diesmal waren die Schleifen eher leicht oval als kreisförmig, jedoch nicht klothoid wie moderne Schleifen. Obwohl die Fahrt sicher war, hatte sie eine geringe Kapazität, die alle fünf Minuten vier Personen (48 Personen pro Stunde, verglichen mit 1800 Fahrern pro Stunde auf Corkscrew, einer frühmodernen Achterbahn, die 1976 eröffnet wurde) betrug und wurde nach den Beschwerden der Flip Flap Railway schlecht aufgenommen. Als ihre Neuheit nachließ und sich ihr schlechter Ruf verbreitete, wurden die frühen Looping-Achterbahnen mit der Weltwirtschaftskrise abgebaut.

### Korkenzieher (1968–1976)

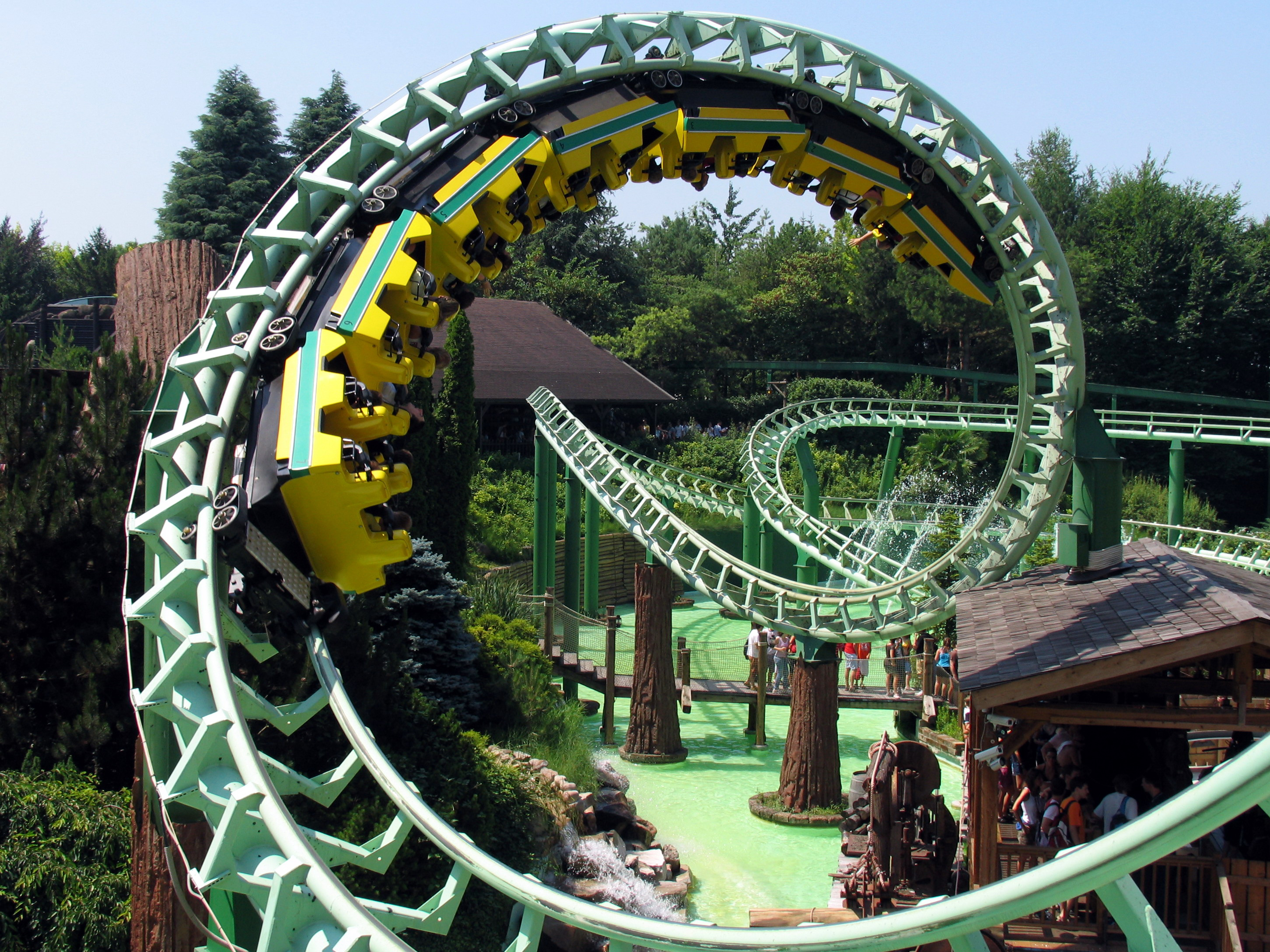
Korkenzieher auf der ehemaligen, 1985 eröffneten Achterbahn Magic Mountain, Gardaland Resort, Italien

Das Konzept der Inversionen wurde erst in den 1970er Jahren wieder aufgegriffen. 1968 schuf Karl Bacon von Arrow Dynamics einen Prototyp einer Stahlachterbahn mit Korkenzieher, die die erste ihrer Art war. Der Prototyp bewies, dass eine Stahlrohrbahn, die erstmals 1959 von Arrow entwickelt wurde, um Disneylands Matterhorn Bobsleds zu bauen, Inversionen sowohl sicher als auch zuverlässig ausführen kann. Das vollständige Modell des Prototyps mit dem treffenden Namen Corkscrew wurde dann in Knott’s Berry Farm in Buena Park, Vereinigte Staaten, installiert und schrieb als weltweit erste moderne invertierte Achterbahn Geschichte (sie wurde 1990 in den Silverwood Theme Park in Idaho verlegt). 1976 wurde der zuvor katastrophale Looping erfolgreich wiederbelebt, als Anton Schwarzkopf The New Revolution auf dem Six Flags Magic Mountain in Valencia, Vereinigte Staaten, baute, die die weltweit erste komplette Looping-Achterbahn wurde. Eine weitere Achterbahn namens Corkscrew, die im selben Jahr in Cedar Point in Ohio gebaut wurde, war die erste mit drei Inversionen.

### Inversionen (1977–heute)

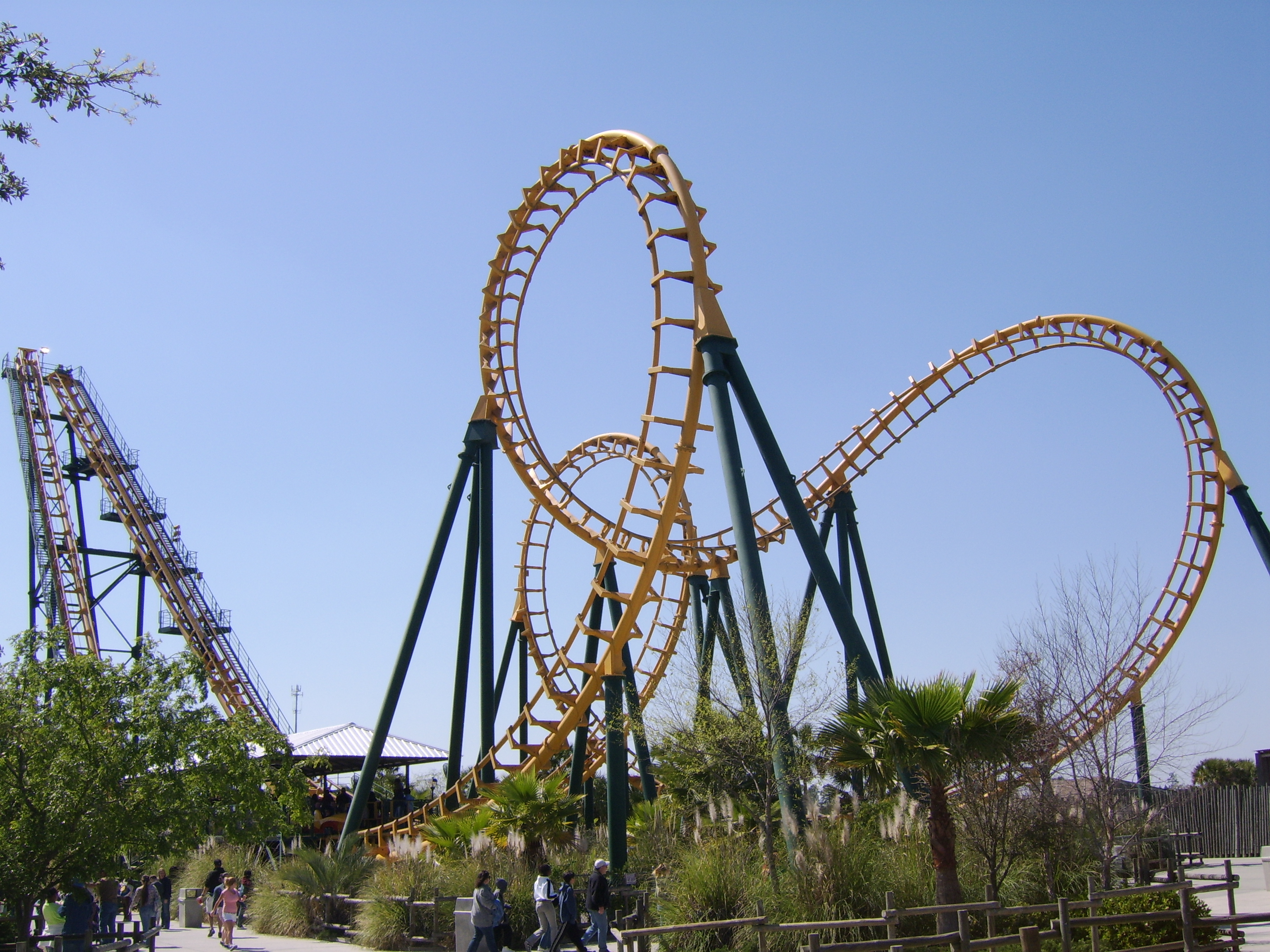
Boomerang wurde über 50 Mal kopiert

Die nächsten Jahre brachten Innovationen, die in modernen Achterbahnen immer noch beliebt sind. Der Shuttle Loop (unvollständige Strecke)  wurde 1977 von Schwarzkopf erfunden und auf Kings Dominion mit der Achterbahn King Kobra realisiert. Diese frühen Versionen verwendeten den Gewichtsverlustmechanismus (im Gegensatz zu den späteren Schwungradmethoden), um die Züge zu starten. Das 1978 erbaute Loch Ness Monster in Busch Gardens Williamsburg war die erste Achterbahn mit ineinandergreifenden Loopings. Es ist immer noch die einzige Achterbahn mit dieser Eigenschaft, da die einzigen anderen Achterbahnen mit ineinandergreifenden Schleifen jetzt nicht mehr existieren: Lightnin’ Loops, gebaut von Arrow in Six Flags Great Adventure, wurde 1992 verkauft und Orient Express von Worlds of Fun wurde 2003 abgerissen. Die ersten Schwarzkopf-Shuttle-Loops mit Schwungrad-Start erschienen ebenfalls 1978. Arrows Revolution, Europas erste Looping-Achterbahn, wurde 1979 am Blackpool Pleasure Beach in England gebaut. 1980 eröffnete Carolina Cyclone in Carowinds als erste Achterbahn mit vier Inversionen. Der Orient Express wurde 1980 in den Worlds of Fun in Kansas City mit dem neu erfundenen Batwing, einem eingleisigen Element mit zwei Inversionen, eröffnet.
1981 erfand Vekoma das Achterbahnmodell Boomerang, das zur am meisten duplizierten Achterbahn aller Zeiten wurde. Der erste Boomerang wurde 1982 in Reino Aventura (jetzt Six Flags México) in Mexiko-Stadt, Mexiko, gebaut. Weitere Ausführungen wurden in Doha, Katar und Taschkent, Usbekistan, gebaut. 1982 kam auch die erste Achterbahn mit fünf Inversionen, Arrows Viper, in Six Flags Darien Lake in Darien, New York, auf den Markt.
Der Rekord für die Zahl der Inversionen wurde in den folgenden Jahren schnell gebrochen. Vortex in Kings Island, Baujahr 1987, war der erste mit sechs. Im nächsten Jahr brach Shockwave in Six Flags Great America diesen Rekord mit sieben Inversionen. 1995 war Dragon Khan im spanischen PortAventura World der erste mit acht. Im Jahr 2002 war Colossus im Thorpe Park in Chertsey, Surrey, England die erste Achterbahn mit zehn. 2013 brach The Smiler in Alton Towers in Staffordshire, England, mit 14 Inversionen erneut den Rekord.
Im Jahr 2000 wurde die weltweit erste Holzachterbahn mit Inversion gebaut, Son of Beast in Kings Island, bei der allerdings der Looping selbst aus Stahl gefertigt war. Nachdem im Juli 2006 bauliche Probleme zu einem Unfall mit mehreren Fahrgästen geführt hatten (was allerdings nicht am Looping lag), wurde die Schleife von Son of Beast im Dezember 2006 entfernt, um leichtere Züge nutzen zu können.
Im Jahr 2002 wurde X, jetzt X2 in Six Flags Magic Mountain eröffnet. Es wird als die weltweit erste Achterbahn der vierten Dimension vermarktet, die in der Lage ist, die Fahrer unabhängig von jeglichen Gleiselementen auf den Kopf zu stellen. Dies erschwert die Abgrenzung der Anzahl von Inversionen, die solche Fahrten haben. Da sich die Fahrer physisch um 360 Grad vorwärts und rückwärts drehen, bestehen Befürworter darauf, dass die Anzahl der Inversionen nicht nur auf die Streckenführung zurückzuführen sein sollte. Laut Guinness World Records ist die Achterbahn mit den meisten so gezählten Inversionen Eejanaika, eine weitere Achterbahn der vierten Dimension im Fuji-Q Highland von Fujiyoshida, Japan, die die Fahrer 14 Mal dreht. Zählt man jedoch nur die Streckenelemente, hat The Smiler von Alton Tower den Weltrekord für die Anzahl der Inversionen, auch mit 14-mal rotierendem Zug, welches auch die offiziell rekordhaltende Achterbahn ist.
2013, 2014 und 2017 wurden jeweils zwei oder mehr Holzachterbahnen mit Inversionen eröffnet. Im Gegensatz zum vertikalen Looping, den Son of Beast hatte, haben Outlaw Run und Hades 360, Mine Blower und Goliath komplexere Inversionen. Outlaw Run in Silver Dollar City hat eine doppelte Heartline-Roll und eine 153° übergeneigte Kurve, und Hades 360 hat einen einzelnen Korkenzieher. Andere Elemente, die Fahrer teilweise invertieren, wie etwa die übergeneigte Kurve, die Fahrer gelegentlich um mehr als 90 Grad dreht, werden normalerweise nicht als Inversionen betrachtet.